# Antonín Emil Titl
Anton Emil Titl (Pernstein, Moràvia, 2 d'octubre de 1809 - Viena, 21 de febrer de 1882) fou un compositor austríac.
Va ser deixeble de Gottfried Rieger i duranr molts anys dirigí l'orquestra del Burgtheater de Viena.
A més les obertures pels drames, Torcuato Tasso i El lladre del mort, una missa a 8 veus i tres col·leccions de melodies vocals, va compondre les òperes:
- Die Burgfran (Brünn, 1832);
- Das Wolkenkind (1845);
- Der Todtentauz;
- Der Zauberschleier.
- La dama del Castell (1832);

I les simfonies La dansa dels morts, La part del diable, etc.